# Union nationale russe (1993)
Ne doit pas être confondu avec Unité nationale russe ou Union nationale russe.
L'Union nationale russe (en russe : Русский Национальний Союз, Russkiy Natsional’niy Soyuz) était un parti néo-nazi en Russie. Le parti ne doit pas être confondu avec l’Unité nationale russe, un groupe plus vaste aux racines similaires, mais sans lien direct.

## Formation
L'Union nationale russe a été créée en 1993 en tant que groupe dissident de l'organisation nationaliste Pamyat. Basé à Moscou, le parti était dirigé conjointement par Konstantin Kassimovsky et Alekseï Vdovin. Le nouveau groupe était soutenu par Alexandre Shtilmark et son influent journal d'extrême droite Chernaya sotnya (Les cent noirs), Shtilmark ayant quitté Pamyat en 1992.
Le parti a adopté son propre drapeau, qui, selon lui, représente les lettres chi et rho dans l'alphabet grec, bien que des critiques aient affirmé qu'il s'agissait d'une tentative délibérée de rappeler la croix gammée, y compris dans son utilisation des couleurs nazies rouge, blanc et noir. Les membres du parti ont toutefois porté le drapeau à croix gammée lors de rassemblements d'extrême droite.

## Idéologie

### National-socialisme
L'UNR est devenu connu pour son néonazisme et a attiré un fort courant de soutien skinheads, aidant à coordonner les activités des gangs skinheads au milieu des années 1990. Il a mis l'accent sur l'ethnocentrisme et le racisme forts dans le cadre de son discours politique. L'UNR a également formé des alliances avec des groupes partageant les mêmes idées ailleurs, en particulier en Europe occidentale.
Elle a produit son propre journal, Shturmovhik, qui s'est fait remarquer par le puissant antisémitisme qui en définissait le contenu. Nommé pour une publication du parti nazi Der Stürmer, ce journal et son magazine sœur Natsiia (Nation) étaient connus pour leur forte dépendance idéologique au nazisme allemand. Les pages de Shturmovhik contenaient également des attaques régulières sur des immigrants noirs et caucasiens. Un autre journal, Russky nablyudatel (Observateur de Russie), a été publié en 1995 sous la direction de R. Lobzova.

### Orthodoxie
Outre le nazisme, l'UNR a souligné l’importance de l’orthodoxie russe dans son idéologie et a considéré la religion comme un élément central de son concept d’identité ethnique russe. Anatolii Makeev faisait partie des dirigeants du parti, qui cherchait à relier les idées néo-nazies du parti à un nationalisme nettement plus russe. En 1994, il a créé la Fraternité Oprichnina de Saint-Joseph de Volotsky, un groupe qui a encouragé le racisme violent sur le plan religieux et qui a créé des groupes à Saint-Pétersbourg et à Volgograd, ainsi que parmi les émigrés à Sacramento. Ses objectifs déclarés sont d'unir l'Église orthodoxe et de rétablir la monarchie, bien que sa propagande se concentre principalement sur l'antisémitisme et le néonazisme. Makeev est membre de l’Église russe des catacombes, une branche de la véritable Église orthodoxe russe, bien que sa fraternité garde des liens avec les membres des tendances dissidentes et de l’église orthodoxe traditionaliste.
Un autre groupe extrémiste orthodoxe, le Soyuz "Khristianskoe vozrozhdenie" (Union de la renaissance chrétienne), a également tenu des réunions conjointes avec l'UNR.

## Développement
Le parti n'a pas réussi à obtenir le nombre requis de signatures pour présenter des candidats aux élections à la Douma de 1993 et n'y a donc pas participé. Un candidat a toutefois été élu en tant qu'indépendant.
Vdovin a été expulsé de l'UNR  au printemps 1997 avec la confirmation de Kassimovsky en tant que dirigeant unique du parti. Le parti a disparu à la fin de 1998 ou au début de 1999 lorsque Kassimovsky a commencé à s’éloigner des signes religieux associés à l'UNR. Il a rapidement émergé avec un nouveau parti plus laïc, mais également néo-nazi, connu sous le nom de Parti national-socialiste russe.